# Сабри, Назли
Назли́ Сабри́ (араб. نازلي صبري‎; 25 июня 1894 — 29 мая 1978) — султанша и затем королева Египта с 1919 по 1936 год, вторая жена короля Фуада I.

## Молодые годы
Назли родилась 25 июня 1894 года. Её отцом был Абдур Рахим Сабри-паша (англ.), министр сельского хозяйства и губернатор Каира, а матерью — Тафика Ханум Шариф. У Назли был брат, Шариф Сабри-паша (англ.).
По материнской линии она приходилась внучкой генерал-майору Мухаммаду Шарифу-паше, премьер-министру и министру иностранных дел, который был турецкого происхождения. Она была также правнучкой офицера французского происхождения Сулеймана-паши аль-Фарансави.
Назли получила начальное образование в лицее Де-ла-Мер-де-Дье в Каире, а затем училась в Коллеж Нотр-Дам-де-Сион в Александрии. После смерти своей матери она и её сестра уехали в Париж, где жили в течение двух лет. После возвращения она вышла замуж за египетского аристократа, но вскоре развелась с ним. Тогда же у неё был роман с Саидом Заглулом, племянником лидера националистов Саада Заглула: она была почти помолвлена с ним. Тем не менее оба мужчины покинули Египет после революции 1919 года.

## Брак с Фуадом
Султан Египта Фуад I впервые увидел Назли на оперном представлении. 12 мая 1919 года Фуад сделал ей предложение, хотя был на 25 лет старше её. 24 мая 1919 года Назли вышла замуж за султана Фуада I, свадьба состоялась во дворце Бустан, Каир. Это был второй брак как для Назли, так и для Фуада. Позже она переехала в харамлек во дворце Аббасий. Она находилась под давлением мужа, который угрожал ей, что она останется в харамлеке, пока не родит султану сына. После рождения их единственного сына, Фарука, в 1920 году, ей разрешили переехать во дворец Куббех к мужу. Когда Фуад стал королём, ей дали титул королевы. Затем она родила четырёх дочерей: Фавзию (1921—2013), Файзу (1923—1994), Файку (1926—1983) и Фатию (1930—1976).
Проводя основное время жизни во дворце на протяжении большей части правления Фуада, королева Назли, тем не менее, имела разрешение присутствовать на оперных спектаклях, выставках цветов и других культурных мероприятиях только для женщин. Существует информация, что всякий раз, когда королевская чета ссорилась, король избивал её и оставлял под замком в её покоях на недели. Согласно другой информации, она пыталась покончить с собой посредством передозировки аспирина. Она сопровождала короля в течение части его четырёхмесячного путешествия по Европе в 1927 году и была с большой честью принята во Франции с учетом её французского происхождения. С введением парламента в 1924 году она была среди членов королевской семьи, присутствовавших на церемонии открытия парламента, сидящих в специальном секторе гостевой галереи.

## Последние годы
После смерти короля Фуада в 1936 году её сын Фарук стал новым королём Египта, а она стала королевой-матерью. Её брат, Шериф Сабри-паша, входил в состоящий из трёх членов регентский совет, который был сформирован на период несовершеннолетия Фарука. В 1946 году Назли покинула Египет и отправилась в США из-за проблем со здоровьем.
Её сын лишил её прав и титулов в Египте 1 августа 1950 года из-за брака её дочери, принцессы Фатии, с Риядом Гали Эффенди, так как этот брак был запрещён королём, хотя Рияд Гали принял ислам. В 1965 году Назли присутствовала на похоронах сына Фарука в Риме.
В 1976 году она послала запрос тогдашнему президенту Египта Анвару Садату о предоставлении ей и принцессе Фатии египетских паспортов и права на возвращение в Египет. В день, когда они уезжали из Соединённых Штатов, её дочь была убита своим бывшим мужем Риядом Гали, что стало препятствием для её возвращения в Египет. В конце концов она осталась в США в связи с состоянием здоровья. 
Умерла 29 мая 1978 года в Лос-Анджелесе (Калифорния, США).

## Память
В 2008 году Равия Рашид опубликовала книгу о королеве Назли под названием «Назли, королева в изгнании». На основе этой книги о её жизни в 2010 году был снят египетский телесериал, в главной роли в котором снялась египетская актриса Надя Аль Джунди.

## Обращения и титулы
- 26 мая 1919 — 15 марта 1922 года: её светлость Султана[10];
- 15 марта 1922 — 20 января 1938: её величество Королева[2] ;
- 20 января 1938 — 8 августа 1950: её величество Королева-мать[11].

## Награды
- Орден Добродетельности с бриллиантами (Египет, 1917)[12].